# Specie di Polygonum
Elenco delle specie di Polygonum:

## A

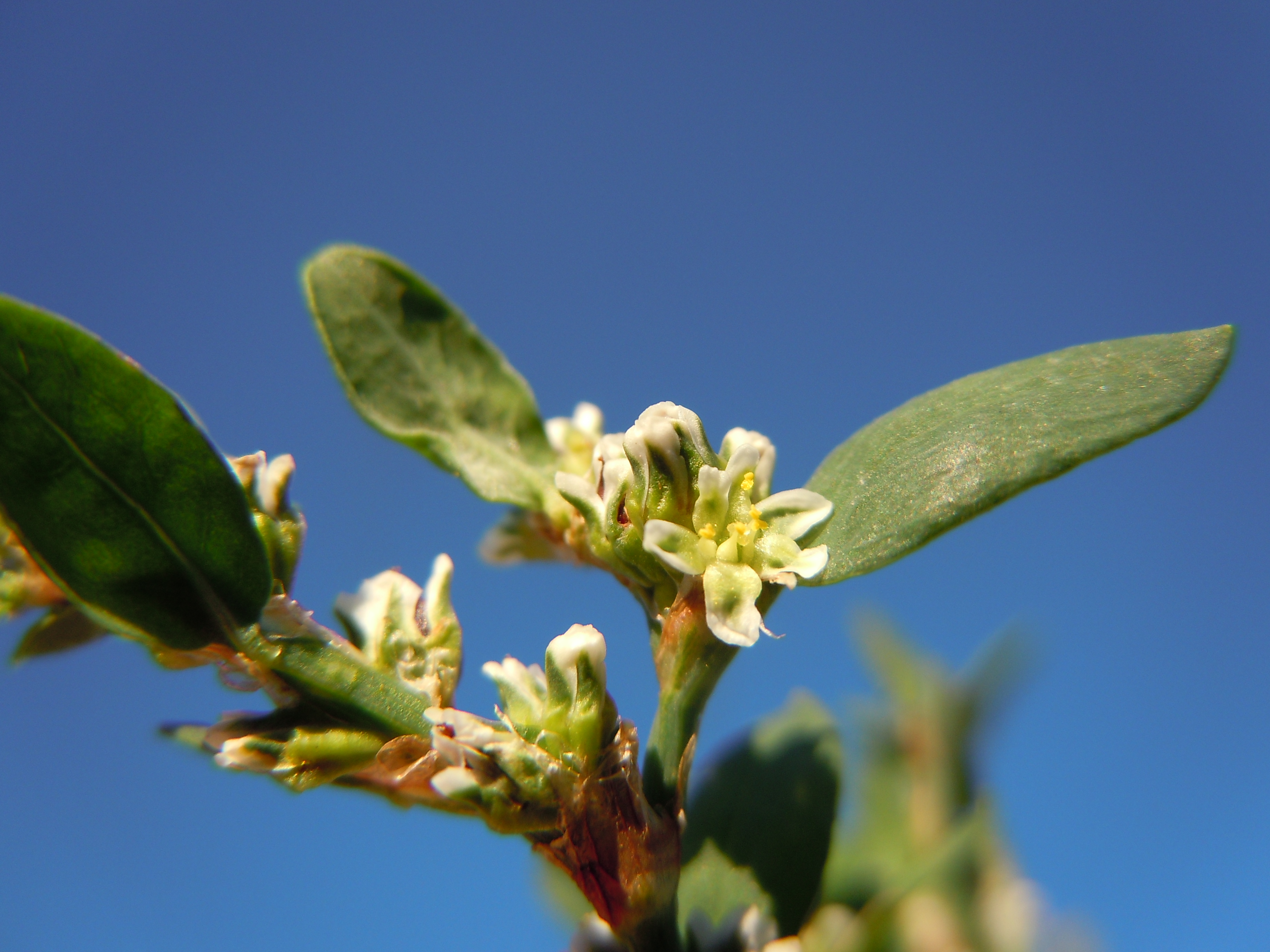
Polygonum aviculare

- Polygonum acerosum Ledeb. ex Meisn.
- Polygonum acetosum M.Bieb.
- Polygonum achoreum S.F.Blake
- Polygonum afghanicum Meisn.
- Polygonum afromontanum Greenway
- Polygonum afyonicum Leblebici & Gemici
- Polygonum agreste Sumnev.
- Polygonum ajanense (Regel & Tiling) Grig.
- Polygonum albanicum Jáv.
- Polygonum aleppicum Boiss. & Hausskn.
- Polygonum amgense Michaleva & Perfiljeva
- Polygonum arenarium Waldst. & Kit.
- Polygonum arenastrum Boreau
- Polygonum argyrocoleon Steud. ex Kunze
- Polygonum articulatum L.
- Polygonum arussense Chiov.
- Polygonum aschersonianum H.Gross
- Polygonum austiniae Greene
- Polygonum aviculare L.

## B
- Polygonum balansae Boiss.
- Polygonum basiramia (Small) T.M.Schust. & Reveal
- Polygonum bellardii All.
- Polygonum biaristatum Aitch. & Hemsl.
- Polygonum bidwelliae S.Watson
- Polygonum bolanderi W.H.Brewer ex A.Gray
- Polygonum boreale (Lange) Small
- Polygonum bornmuelleri Litv.
- Polygonum bowenkampii Phil.
- Polygonum brasiliense K.Koch
- Polygonum breviarticulatum Rech.f.

## C
- Polygonum californicum Meisn.
- Polygonum cappadocicum Boiss. & Balansa
- Polygonum cascadense W.H.Baker
- Polygonum cashmirense H.Gross
- Polygonum caspicum Kom.
- Polygonum cedrorum Boiss. & Kotschy
- Polygonum ciliinode Michx.
- Polygonum cognatum Meisn.
- Polygonum corrigioloides Jaub. & Spach
- Polygonum czukavinae Soják

## D
- Polygonum delopyrum T.M.Schust. & Reveal
- Polygonum dentoceras T.M.Schust. & Reveal
- Polygonum douglasii Greene

## E
- Polygonum effusum Meisn.

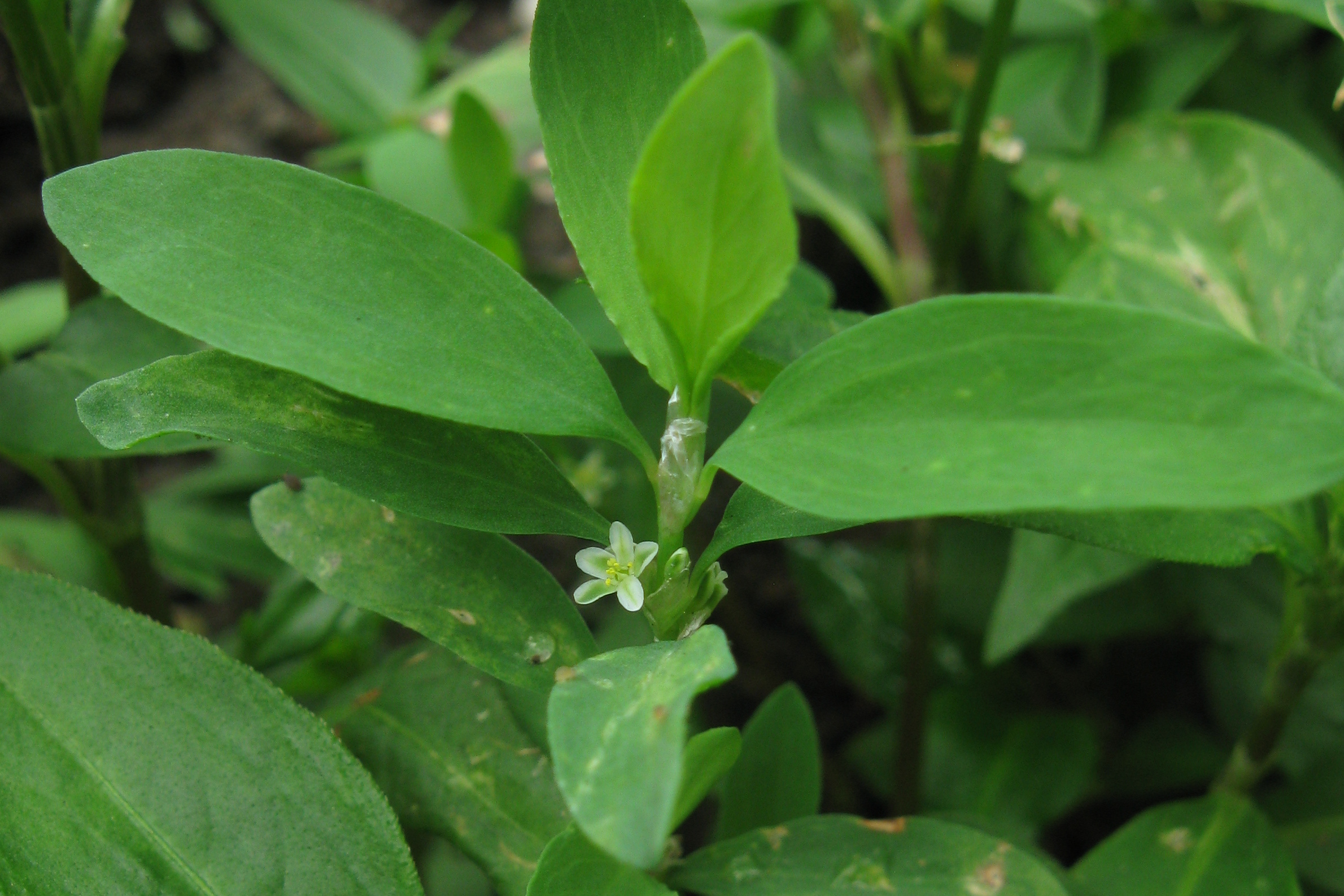
Polygonum erectum

- Polygonum ekimianum Leblebici, H.Duman & Aytaç
- Polygonum engelmannii Greene
- Polygonum equisetiforme Sm.
- Polygonum erectum L.
- Polygonum euxinum Chrtek
- Polygonum evenkiense Tupitz. & Juzeph.
- Polygonum excelsius (Karlsson) Uotila

## F
- Polygonum fibrilliferum Kom.
- Polygonum fimbriatum Elliott
- Polygonum floribundum Schltdl. ex Spreng.
- Polygonum fowleri NB.L.Rob.
- Polygonum fragile NSumnev.
- Polygonum fusco-ochreatum Kom.

## G
- Polygonum gabrielae NCostea & Tardif
- Polygonum glaucum Nutt.
- Polygonum gussonei NTod.

## H

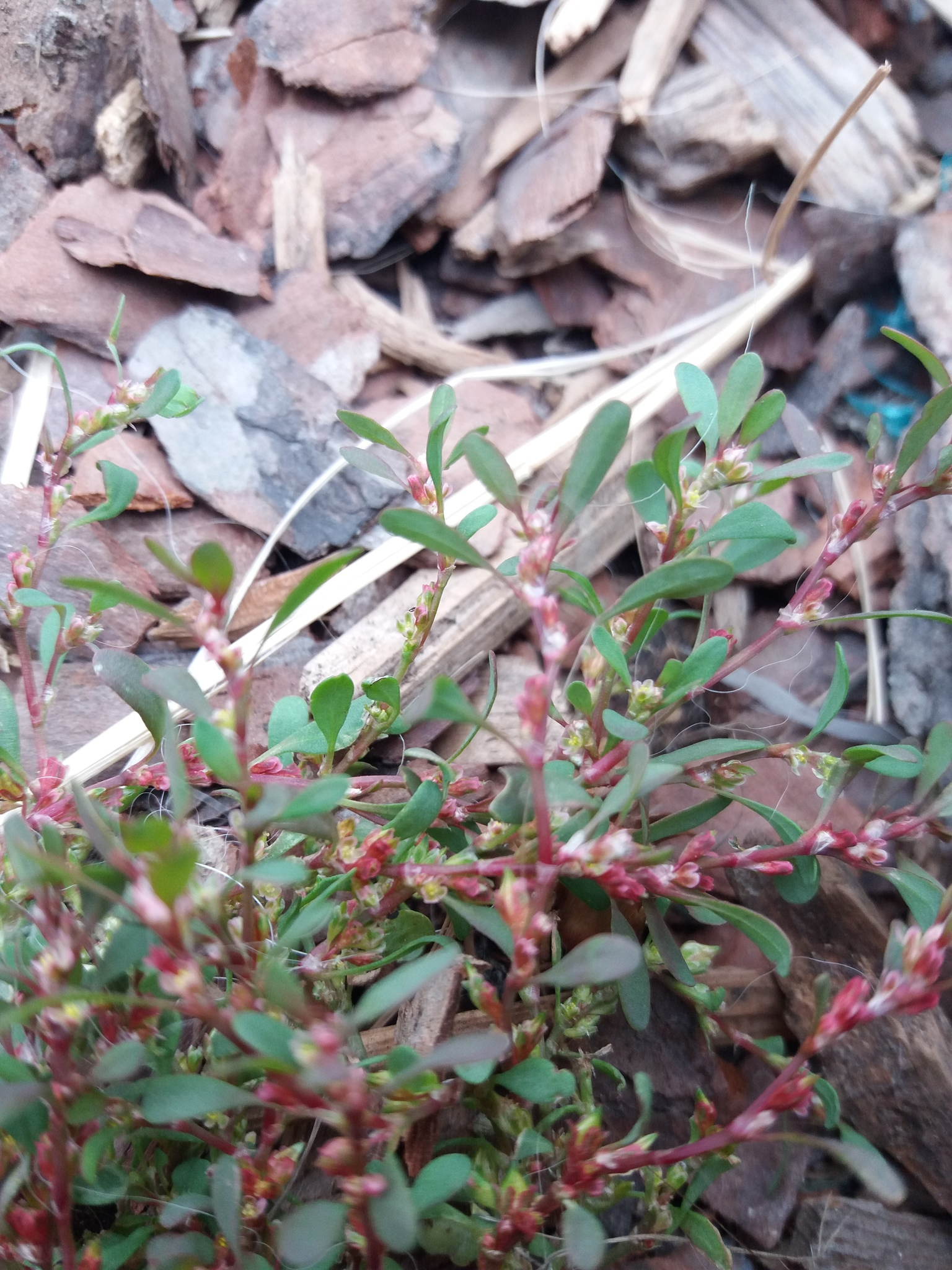
Polygonum humifusum

- Polygonum heterosepalum M.Peck & Ownbey
- Polygonum hickmanii H.R.Hinds & Rand.Morgan
- Polygonum hohuanshanense S.S.Ying
- Polygonum huichunense F.Z.Li, Y.T.Hou & C.Y.Qu
- Polygonum humifusum C.Merck ex K.Koch
- Polygonum hyrcanicum Rech.f.

## I
- Polygonum icaricum Rech.f.
- Polygonum idaeum Hayek
- Polygonum ilanense Y.C.Liu & C.H.Ou
- Polygonum inflexum Kom.
- Polygonum intramongolicum A.J.Li ex Borodina
- Polygonum iranicum Mozaff.
- Polygonum istanbulicum M.Keskin

## J
- Polygonum jaxarticum Sumnev.

## K
- Polygonum karacae Ziel. & Borat.

## L
- Polygonum lacerum Kunth
- Polygonum libani Boiss.
- Polygonum longiocreatum Bartlett
- Polygonum longipes Halácsy & Charrel
- Polygonum luzuloides Jaub. & Spach

## M
- Polygonum majus (Meisn.) Piper

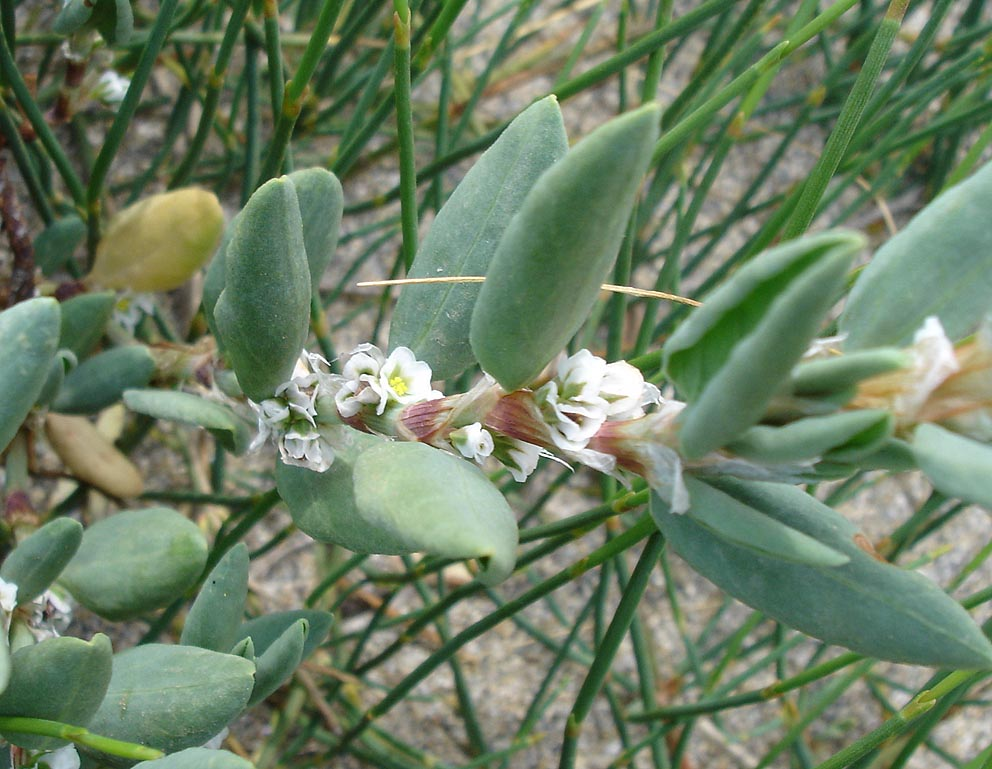
Polygonum maritimum

- Polygonum marinense T.R.Mert. & P.H.Raven
- Polygonum maritimum L.
- Polygonum melihae Gemici & Kit Tan
- Polygonum mersinicum M.Keskin
- Polygonum mesembricum Chrtek
- Polygonum mezianum H.Gross
- Polygonum minimum S.Watson
- Polygonum mirajabii Chaudhri
- Polygonum molliiforme Boiss.

## N
- Polygonum nesomii T.M.Schust. & Reveal
- Polygonum norvegicum (Sam.) Lid
- Polygonum novoascanicum Klokov
- Polygonum nuttallii Small

## O
- Polygonum olivascens Rech.f. & Schiman-Czeika
- Polygonum oxyspermum C.A.Mey. & Bunge ex Ledeb.

## P
- Polygonum palaestinum Zohary
- Polygonum papillosum Hartvig

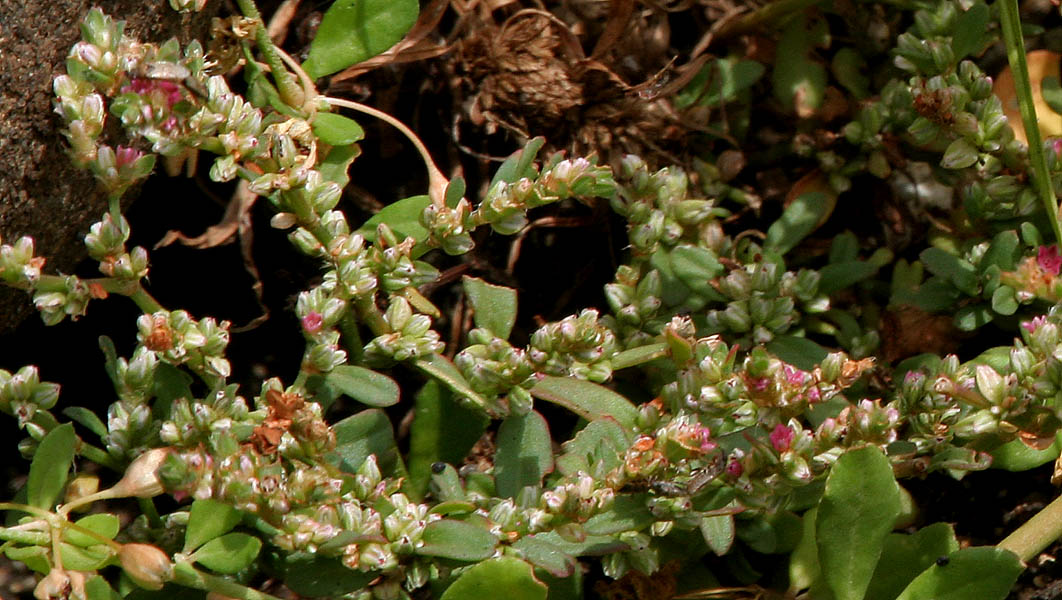
Polygonum plebeium

- Polygonum parksii (Cory) T.M.Schust. & Reveal
- Polygonum paronychia Cham. & Schltdl.
- Polygonum paronychioides C.A.Mey.
- Polygonum parryi Greene
- Polygonum patuliforme Vorosch.
- Polygonum patulum M.Bieb.
- Polygonum plebeium R.Br.
- Polygonum podlechii Rech.f. & Schiman-Czeika
- Polygonum polycnemoides Jaub. & Spach
- Polygonum polygaloides Meisn.
- Polygonum polygamum Vent.
- Polygonum polyneuron Franch. & Sav.
- Polygonum pringlei Small
- Polygonum psammophilum (Bordz. ex Tzvelev) Tzvelev
- Polygonum × pseudobellardii Hausskn.
- Polygonum × pseudopulchellum Hausskn.

## R
- Polygonum raii Bab.
- Polygonum ramosissimum Michx.
- Polygonum ramuliflorum Kitag.
- Polygonum recumbens Royle ex Bab.
- Polygonum rigidum Skvortsov
- Polygonum roberti Loisel.
- Polygonum romanum Jacq.
- Polygonum rottboellioides Jaub. & Spach
- Polygonum rupestre Kar. & Kir.
- Polygonum rurivagum Jord. ex Boreau

## S
- Polygonum sabulosum Vorosch.
- Polygonum salebrosum Coode & Cullen
- Polygonum salsugineum M.Bieb.
- Polygonum samsunicum Yıld. & Leblebici
- Polygonum sarobiense Rech.f.
- Polygonum sawatchense Small
- Polygonum schistosum Czukav.
- Polygonum scoparium Req. ex Loisel.
- Polygonum sericeum Pall.
- Polygonum serotinum Raf.
- Polygonum setosum Jacq.
- Polygonum shastense W.H.Brewer ex A.Gray
- Polygonum shiheziense F.Z.Li, Y.T.Hou & F.J.Lu
- Polygonum shuchengense Z.Z.Zhou
- Polygonum shuense A.J.Li & B.J.Bao
- Polygonum sivasicum Kit Tan & Yıldız
- Polygonum smallianum T.M.Schust. & Reveal
- Polygonum snijmaniae S.Ortiz
- Polygonum spergulariiforme Meisn. ex Small
- Polygonum striatulum B.L.Rob.
- Polygonum stypticum Cham. & Schltdl.
- Polygonum subaphyllum Sumnev.
- Polygonum sumatranum Bruijn
- Polygonum sylvaticum Skvortsov

## T
- Polygonum tachengense F.Z.Li, Y.T.Hou & F.J.Lu
- Polygonum tenerum Spreng.
- Polygonum tenorei C.Presl
- Polygonum tenue Michx.
- Polygonum tenuissimum A.I.Baranov & Skvortsov ex Vorosch.
- Polygonum thymifolium Jaub. & Spach
- Polygonum turkestanicum Sumnev.

## U
- Polygonum undulatum (L.) P.J.Bergius
- Polygonum uniflorum Y.X.Ma & Y.T.Zhao
- Polygonum urnigera M.Keskin
- Polygonum urumqiense F.Z.Li, Y.T.Hou & F.J.Lu
- Polygonum utahense Brenckle & Cottam

## V
- Polygonum valerii A.K.Skvortsov
- Polygonum volchovense Tzvelev
- Polygonum vvedenskyi Sumnev.

## Z
- Polygonum zakirovii Czevr.
- Polygonum zaravschanicum Zakirov